# 염사

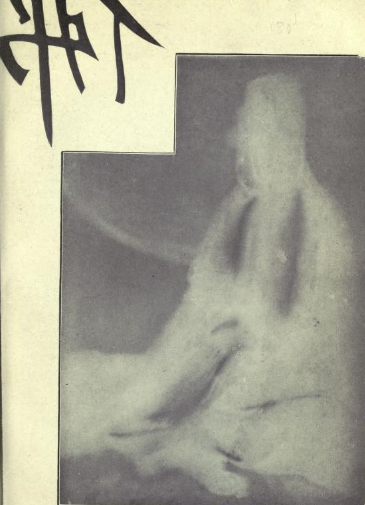
후쿠라이 도모키치가 염사했다고 주장되는 사진.

염사(念寫, thoughtography)는 사람의 정신에 떠오른 심상을 사진 필름 따위 매질에 염력적 방식으로 "태워서(burn)" 화상을 뽑아낸다는 초능력이다.
염사는 19세기 말 심령사진의 영향을 받아 출현했다. 하지만 염사는 심령주의와는 연관이 없으며, 귀신을 촬영했다고 주장되는 심령사진과는 구분된다. 염사가 처음 언급되는 문헌은 아서 브루넬 챗우드의 《신사진술》(The New Photography, 1896년)이다. 챗우드는 이 책에서 “인간의 망막에 맺힌 물체의 상은 민감한 판을 바라봄으로써 사진을 만들어 낼 수 있다”고 했다. 이 책은 그 즉시 『네이처』에서 비판당했다.
1919년 히어워드 캐링턴은 『근대 심령현상』에서 대부분의 심령사진들은 건판 조작이나 이중 인화, 이중 노출 등을 통해 조작된 것이라고 논했다. 하지만 캐링턴은 동시에 몇몇 사진은 진짜일 것이라고 믿었다. 용어로서 "염사"를 처음 도입한 것은 20세기 일본의 후쿠라이 도모키치였다.
전문 사진사들을 비롯한 회의주의자들은 염사 사진들은 조작이거나 카메라, 필름의 결함으로 인한 것이라 여긴다.

## 같이 보기
- 키를리언 사진